# Marschacht
Marschacht là một đô thị thuộc huyện Harburg, bang Niedersachsen, Đức. Đô thị này có diện tích 26,12 km².